# Rhizin

Průřez stélkou, který dole (e) ukazuje rhiziny

Rhizin je specializované vlákno některých lišejníků, které upevňuje stélku k podkladu. Je tvořen těsně semknutými hyfami hub a nachází se na spodní straně lišejníků s lupenitou stélkou. Podobá se kořínkům, ale na rozdíl od nich nemá vliv na příjem minerálních látek. 
Většinou se jedná o výrůstky ze spodní korové vrstvy (korové rhiziny), zřídka z dřeně (dřeňové rhiziny) a v těchto případech pokryté kůrou. Má jednosměrný apikální růst. 
Rhiziny mají různou délku, tloušťku, barvu i větvení. Většinou mají hladký povrch, někdy však hrubý (např. hávnatky, Peltigera). 